# Naufragio su Tschai
Naufragio su Tschai (titolo originale inglese City of the Chasch), pubblicato anche come Naufragio sul pianeta Tschai, è un romanzo di fantascienza del 1968 di Jack Vance, che costituisce il primo libro del ciclo di Tschai.
La traduzione italiana di Beata Della Frattina è stata pubblicata per la prima volta nel 1971.

## Trama
Un astronauta terrestre fa naufragio su un pianeta lontano 212 anni luce dalla Terra. Adam Reith, quasi moribondo, sopravvive e diventa, attraverso un viaggio in questa nuova terra, una sorta di elemento perturbatore dell'intero pianeta. Altri personaggi sono Traz, giovane capotribù di uomini della steppa e Anacho, fuggiasco che decide di unirsi al gruppo per curiosità. Inizialmente Adam aveva un compagno di viaggio ucciso proprio dalla tribù guidata da Traz.